# Thomas Koschat
Thomas Koschat (Viktring, 8 augustus 1845 – Wenen, 19 mei 1914) was een Oostenrijks componist, dirigent en zanger (bas).

## Levensloop
Koschat was al vroeg lid van een kerkkoor, dat gedirigeerd werd door Josefine Moro. Josefine Moro was de zuster van de werkgever (textielbedrijf) van zijn vader, Leopold von Moro. De familie Moro woonde in een voormalig kloostergebouw, dat oorspronkelijk door de Cisterciënzers was aangelegd. In de tuin van dit gebouw werd door het gezin van Moro en diens vrienden regelmatig gezongen. Thomas kon later naar Klagenfurt op het gymnasium van de Benedictijnen. Vanaf 1865 studeerde hij scheikunde in Wenen, dit op advies van Leopold von Moro aan de vader van Thomas. Hij stopte met deze studie in 1867.
Thomas' vader overleed in 1862.
In Wenen werd hij lid van drie zangverenigingen, van het Wiedner mannenkoor (Wiedner Männerchor) van de Weense mannenzangvereniging (Wiener Männergesang-Verein) en van de Academische zangvereniging (Akademischer Gesangsverein). De laatstgenoemde vereniging was voor hem de springplank als bas in de Weense hofopera. Vanaf 7 november 1867 werkte hij in het koor van deze gerenommeerde institutie. Later werd hij zelf dirigent van dit koor van de hofopera. In 1874 werd hij ook bas in het koor van de Stephansdom in Wenen. In 1878 werd hij bas in de keizerlijke hofkapel. In 1907 werd hij tot erelid van de hofopera benoemd.
Hij richtte het Koschat Kwintet op, een zanggroep bestaande uit Rudolf Traxler, Walter Fournes, Georg Haan, Klemens Fochler en Thomas Koschat. Met dit kwintet ging hij op concerttournee door Europa en de Verenigde Staten. Dit kwintet zong naast walsliederen ook de liederen vanuit Karinthië, die daardoor ook buiten deze regio en buiten Oostenrijk bekend werden. Hij richtte meerdere zangkwartetten en -kwintetten, maar ook zangverenigingen op.
In de loop van zijn leven ontving hij vele eretekens en onderscheidingen, waarvan de door keizer Wilhelm II van Duitsland uitgereikte Orde van de Rode Adelaar voor hem belangrijk was. Toen hij in 1912 met pensioen ging, eerde de hofopera, waar hij meerdere decennia bestuurslid van het koor was geweest, hem met de uitvoering van het zangspel Am Wörthersee, een eigen compositie van Koschat.

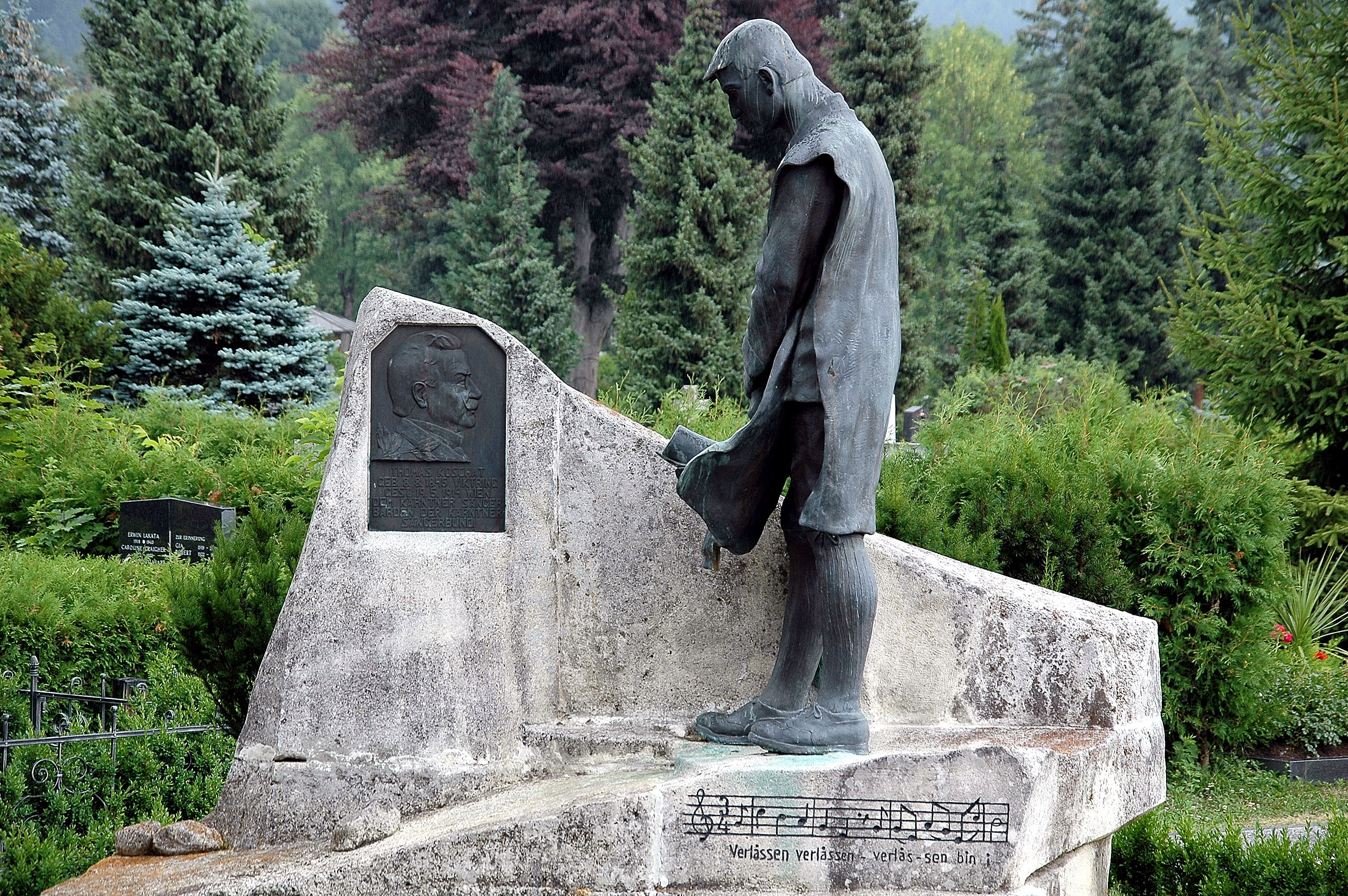
Het eregraf van Thomas Koschat op de begraafplaats Annabichl in Klagenfurt

Koschat is in een eregraf op de begraafplaats Annabichl van de stad Klagenfurt begraven. Tijdens de uitvaartplechtigheden zong een koor met 622 leden. In Klagenfurt werd ter nagedachtenis aan hem een Thomas-Koschat-Museum ingericht en er is zowel een park als een straat naar hem genoemd. De gemeente Velden am Wörther See heeft hem tot ereburger benoemd en een promenade naar hem genoemd. In het 19e district (Bezirk) in de wijk Döbling van de Oostenrijkse hoofdstad Wenen is een steeg, de Koschatgasse, naar hem genoemd.

## Composities

### Werken voor orkest
- 1882: - Gailthaler Jägermarsch, voor orkest, op. 44
- 1893: - Aus Kärntner Bergen, wals naar motieven uit walsen-idyllen
- Am Wörthersee, wals voor groot orkest, op. 26 - bewerkt door: Karl Müller-Berghaus
- Schneewalzer (Sneeuwwals) uit de walsen-idylle Ein Sonntag auf der Alm, voor orkest[7]

### Werken voor harmonieorkest
- Paraphrase über Koschat's Lied "Verlassen bin i", voor harmonieorkest
- Schneewalzer (Sneeuwwals) uit de walsen-idylle Ein Sonntag auf der Alm, voor harmonieorkest - bewerkt door Max Seidenspinner (1961); Gerald Weinkopf (1989)
- Schneewalzer (Snow-waltz) uit de walsen-idylle Ein Sonntag auf der Alm, voor gemengd koor en brassband - bewerkt door Goff Richards (1987)
- Wörthersee-Marsch
- Wörthersee-Walzer

### Muziektheater

#### Zangspelen
| Voltooid in | titel                                  | aktes       | première                              | libretto                       |
| ----------- | -------------------------------------- | ----------- | ------------------------------------- | ------------------------------ |
| 1878        | Am Wörthersee, op. 26                  | 1 akte      | 22 maart 1880, Wenen, Weense hofopera | van de componist               |
| 1879        | s'Röserl vom Wörthersee, op. 28        | 3 bedrijven |                                       | Heinrich Schmidt, August Proft |
| 1881        | Der Gosauschmied                       |             |                                       |                                |
| 1882        | Eine Bauernhochzeit in Kärnten, op. 34 |             |                                       |                                |
| 1890        | Die Rosenthaler Nachtigall             | 4 bedrijven |                                       |                                |
| 1891        | Aus den Kärntner Bergen                |             |                                       |                                |
| 1893        | Der Bürgermeister von Sankt Anna       |             |                                       |                                |
| 1893        | Der Schreckschuß, op. 90               | 1 akte      | 1894                                  | van de componist               |
| 1895        | Auf der Brautschau                     |             |                                       |                                |

#### Toneelmuziek
- 1890 Aus der Sommerfrische, blijspel met zang in 1 akte, op. 129

### Vocale muziek

#### Werken voor koor
- 1875: - Kärntner G´müath "Du mei flâchshârets Diandle", voor mannenkoor a capella, op. 11
- 1875: - Städterbua und Almadirn "Es wâr grâd Tânz", voor bariton en mannenkoor, op. 13
- 1878: - Am Wörthersee, walslied vanuit het zangspel voor gemengd koor
- 1881: -  's Gamskogler Jagerliad, voor mannenkoor a capella, op. 40
- 1882: - Gailtaler Jägermarsch, voor mannenkoor en piano (of orkest), op. 44
- 1886: - Aus den Karawanken, walslied voor mannenkoor (of -kwartet), op. 57
- 1886: -  's guate G'wissen - Adla gêbts mir an Râth, voor mannenkoor, op. 59
- 1886: -  's Rosmarinkranzle - "Wia d'Manthn'rin is z'n sterben kem, voor mannenkoor, op. 60
- 1886: - Kärntner Knappenmarsch "Glück auf! Zur Fêlsenkâmmer", voor mannenkoor en piano, op. 61
- 1886: -  's Milichmad'l - Bin a frischer Bua g'wêst , voor bariton en mannenkoor, op. 62
- 1886: - Mei Zartele "Is das nit a Nachtigall", voor mannenkoor, op. 63
- 1887: - Karntnerstolz "O du mei theures Kärntnerland", voor tenor en mannenkoor, op. 65
- 1887: -  's Kärntner Herz, voor mannenkoor, op. 69
- 1888: -  's Zaberweible von Gamsberg, voor mannenkoor, op. 70
- 1888: - Ein Sonntag auf der Alm, walsen-idylle voor mannenkoor en orkest (of piano), op. 71
- 1888: - Das Stan-Nagle, voor mannenkoor, op. 72
- 1888: - Zu spät, voor bas (of bariton) en mannenkoor, op. 73
- Kärntner-Liab "Mei Dinadl' hât zwa Äugerln", voor gemengd koor, op. 1
- Ave Maris Stella, voor mannenkoor (of gemengd koor), op. 6
- Der verliebte Bua "Diandle, sei nur gʹscheid!", voor gemengd koor, op. 21b
- Viktringer Marsch, voor mannenkoor, op. 54
- Der g'müatliche G'manwirth, voor mannenkoor, op. 55
- Hochâlmer Diandlan, voor sopraan, alt en mannenkoor, op. 75
- Der sakrische Bass, voor mannenkoor, op. 88
- Mei Freud, voor mannenkoor, op. 91
- Der Graus-Paule, voor mannenkoor, op. 92
- O Hamat, du theure, voor mannenkoor, op. 93
- Die Liab blüaht nur amål, voor mannenkoor, op. 115
- Zur Dirn g'hört a Bua, voor mannenkoor, op. 122
- Mei Leibliadle, voor mannenkoor, op. 124
- Traumbild, voor mannenkoor, op. 135
- Die Dorfbarden, voor mannenkoor (of -kwartet), op. 137
- Dås schlaue Diandle, voor mannenkoor (of -kwartet), op. 148
- Der âbg'schnâlzte Bua, voor mannenkoor
- Der Bua an's Dianderl, voor mannenkoor
- Mei Karntn, mei Hamat, voor mannenkoor
- Schneewalzer uit de walsen-idylle Ein Sonntag auf der Alm, voor gemengd koor (of samenzang)

#### Liederen
- 1874: - 3 Lieder, voor zangstem en piano, op. 4
  1. Verlassen bin i
  2. Der Kärntner Bua
  3. Der Tost
- 1874: - 3 Lieder, voor zangstem en piano
  1. D'Hamkehr
  2. Abschied
  3. Schnaberln
- 1875: - Kärntner G´müath "Du mei flâchshârets Diandle", voor zangstem en piano, op. 11
- 1875: - Städterbua und Almadirn "Es wâr grâd Tânz", voor zangstem en piano, op. 13
- 1877: - Büaberl, mirk dir´s fein!, voor zangstem en piano, op. 22
- 1877: -  'ś Herzlad, voor zangstem en piano
- 1879: - Drau-Walzer, voor zangstem en piano, op. 15
- 1879: - s'Röserl vom Wörthersee, voor zangstem en piano, op. 28b
- Kärntner-Liab "Mei Dinadl' hât zwa Äugerln", voor zangstem en piano, op. 1
- A Busserl von Diandlan, voor zangstem en piano, op. 2
- Mei Diandle is sauber, voor zangstem en piano, op. 3
- Ew´ge Liab, voor zangstem en piano, op. 8
- Lieder, voor zangstem en piano, op. 19
- D´Senner-Mizzi, voor zangstem en harp, op. 23
- 3 Lieder, voor zangstem en piano, op. 25
  1. Was wohl d´Liab is?
  2. Der guate Rath
  3. D´Hamkehr
- Abschied, voor zangstem en piano, op. 33b
- 's Hollenburger Schmiedliad, voor zangstem en piano, op. 43
- 's Schnaberln, voor 2 zangstemmen en piano, op. 49
- Erste Liab, voor zangstem en piano, op. 56
- D'Liab in Himmel, voor zangstem en piano, op. 99
- 's letzte Bussel, voor zangstem en piano, op. 120
- Kärntner Lieder, voor zangstem en cither
- Sechs Lieder im Kärntner Volkston, voor zangstem en piano
  1. Der verliabte Bua "Diandle, sei nur gʹscheid!", op. 21b
  2. Der traurige "Jodlerburscht", op. 64
  3. Beim Haselwirth, op. 114
  4. Die Liab blüaht nur amol, op. 115
  5. Die g'strenge Muater, op. 117
  6.  's folgsame Diandle, op. 118

### Kamermuziek
- 11 Kärntner Lieder, voor hoornkwartet
- Hochâlmer Diandlan, voor 2 trompetten en hoornkwartet, op. 75
- Ein Abend in St. Leonhard, voor sextet (dwarsfluit, 2 violen, altviool, cello en contrabas)

### Werken voor piano
- 1883: - Die Spröde, polka mazurka, op. 51
- Am Wörthersee, voor piano vierhandig, op. 26

### Werken voor accordeon(orkest)
- Schneewalzer (Valse des neiges) uit de walsen-idylle Ein Sonntag auf der Alm, voor accordeonorkest - bewerkt door Alfons Holzschuh (1940); Albert Brunner (1962); Walter Alois Dobler (1982); André Nicolet (1996)

## Publicaties
- Hadrich (Heidekraut), Gedichtsammlung, 1877.
- Dorfbilder aus Kärnten, Leipzig: F. E. C. Leuckart, 1878. 159 p.
- Erinnerungs-Bilder; gesammelte Feuilletons, Klagenfurt: Kleinmayr, 1889. 272 p.